# David Burton
Pour les articles homonymes, voir Burton.
David Burton est un réalisateur américain né le 22 mai 1877 à Odessa (aujourd'hui en Ukraine) et mort le 30 décembre 1963 à New York.

## Filmographie partielle
- 1915 : Madame Butterfly, de Sidney Olcott
- 1930 : The Bishop Murder Case (en), coréalisé par Nick Grinde
- 1931 : L'Attaque de la caravane (Fighting Caravans), coréalisé par Otto Brower
- 1932 : Les Danseurs dans la nuit (Dancers in the Dark)
- 1933 : Brief Moment (en), avec Carole Lombard
- 1933 : Un rêve à deux (en) (Let's fall in love), avec Edmund Lowe
- 1934 : Lady by Choice (en), avec Carole Lombard
- 1934 : Sisters Under the Skin (en)
- 1941 : Private Nurse (en), avec Ann E. Todd